# Serra de l'Avenc
La Serra de l'Avenc és una muntanya de 154 metres que es troba entre els municipis d'Alcanar i Ulldecona, a la comarca del Montsià.
La serra de l'Avenc constitueix una prolongació meridional de la Serra del Montsià. Pren el seu nom de l'avenc que es troba al seu cim.